# Homiletika
Homiletika a neve az egyházi retorikának, az egyházi beszédre vonatkozó ismeretek összességének.
Az egyházi beszédek legfőbb műfaja a prédikáció, mely valószínűleg ókori műfajból, a kriából (másként chria vagy chreia) származik.

## Korszakok
Az egyházi retorika első virágkora a 4–5. század volt, a második a 12–14. század, amikor a megalapuló szerzetesrendek tagjainak az igehirdetés lett a hivatása. Később csak kisebb fellendülések voltak, a 16. század vitairatok időszaka, majd a barokk korban az ellenreformációs törekvésekre esett a hangsúly. Az egyházi beszédek utolsó virágzása a 19. század közepén zajlott.
A magyar egyházi szónoklat történetét Kudora János felosztása alapján tárgyalják:
- a hittérítés kora (a honfoglalástól 1116-ig)
- a hitfenntartás kora (1116–1526)
- hitviták kora (1526–1790)
- nemzeti újjáébredés kora (1790–1896)

A következő korszakok ezek lehetnek:
- a nagy egyházi beszédek, Prohászka Ottokár, Mindszenty József, Ravasz László kora (1896–1948)
- elnyomás (1948–1989)
- a demokrácia kora (1989-től)

## Egyházi beszédek típusai
Az egyházi beszédeknek alapvetően két típusát lehet megkülönböztetni. A homília kötöttebb, a Szentírás, a textus magyarázata, a sermo (ejtsd: szermó) szabadabb, választott tárgyról szóló tételes beszéd.

## Az egyházi beszédek szerkezete
Az egyházi beszéd többnyire egy, a Szentírásból vett jelmondattal (sentetia sacra) kezdődik. Leginkább az evangéliumokból vesznek idézetet, mely illik a beszéd alkalmához, megjelölheti a beszéd témáját.
Az alaptétel alkalmazkodik a jelmondathoz, meghatározza a beszéd témáját.
A tételosztó általában kettő vagy három részre osztja a beszédet; ennél több részt nem szoktak tanácsolni.
Ezután következik a kifejtés, melynek során kétféle érvelés közül választanak. Vagy olyan érveket választanak, melyek kétségbevonhatatlanul bizonyító erejűek, vagy olyanokat, melyek a hallgatóságot késztetik önmegadásra.
A zárszóban a hitszónok vagy az erény jutalmát, vagy a bűn büntetését sorolja fel.